# 이익환
이익환(李翼煥, 1943년 11월 26일 ~ )은 대한민국의 원자력과학기술자이며 사회봉사자이다.
경상남도 진주 출신으로 1965년에 한양대학교 원자력공학과 입학, 1975년에 원자로공학 대학원을 졸업하였다. 1971년 과학기술처(현 미래창조과학부)에 입사하여 원자력규제업무를 시작으로 직장인이 되었다. 1973년 산하기관인 한국원자력연구소 연구원으로 자리를 옮겼다. 1988년에 한국원자력연구원의 책임연구원으로서 미국소장을 역임하였고 약 100여명의 연구소 직원과 함께 기술도입회사인 CE(Combustion Engineering)현지에서 원자력발전소 설계 기술자립의 기초를 다졌다. 이 인력이 습득한 기술이 기초가 되어 오늘 한국이 원자력기술을 완전 자립하고 수출까지 하는 원자력선진국이 되게 하였다. 그는 "월성원자력 핵연료 주기비 분석(Nuclear Fuel Cost Analysis of Wolsung Nuclear Power Plant)"이라는 논문 등 40여 편의 논문을 남겼다. 미국에 체재 중에 Western New England College(Massachusetts소재)에서 엔지니어링을 이수하였다. 한국원자력연구원의 본부장 때에 방사성폐기물사업의 한국전력공사 이전으로 한국전력 처장으로 이 사업의 책임자가 되었다. 한국전력공사 퇴직 후에는 한전핵연료㈜ 사장으로 재직하였고 기간 중에 UAE에 한국에서는 처음으로 원자력플랜트를 수출하여 핵연료를 수출하였고 이와 별도로 핵연료 관련 수출을 미국과 브라질에 수출하는 실적을 쌓은 바 있다. 현재는 한국과학기술정보연구원의 전문연구위원으로 재직 중이다. 또한 현재의 원자력기술 자립에 기여한 노력을 참고하여 향후 새로운 원자력 신기술 자립과 국제사회에서의 한국이 리더가 되어 선점할 수 있는 방안을 연구하기 위해 2015년, 한국연구재단의 지원으로 이 과제를 추진하고 있다. 원자력의 신기술이란 고속(증식)원자로와 고온가스로 및 수소경제를 의미한다. 향후 2030년을 내다 본 미래의 기술이지만 우리나라의 성장동력이 될 수 있다.
사회활동으로는 통일을 위한 대통령자문 헌법기관으로 설립된 "민주평화통일자문위원회"의 자문위원(9~12대, 2006~2014)으로 참여하였다. 참여기간 동안 원자력전문가로서 북한의 핵개발관련 홍보와 강의를 적극적으로 실시하여 대통령표창을 수상 받은 바 있다. 
한편 NGO 봉사단체인 국제로타리(Rotary International)봉사활동에 적극적으로 참여하여 소외계층의 인도주의 봉사에 앞장서 왔으며 2013~2014년에는 국제로타리 3680지구(대전, 충남)의 총재를 역임하였다. 특히 총재를 수행하는 동안 네팔 카트만두에 혈액은행을 지원하여 응급환자의 사망을 줄일 수 있는 중요한 사업을 지원하여 2014년 6월, 네팔 Ram Baran Yadav대통령의 초청을 받아 면담하고 한국과 네팔의 우호증진에 기여하였다. 국제로타리를 통해 인도의 여학교 공중화장실 건설, 필리핀에 모유살균시설을 설치 열악한 환경에 있는 저숙아와 질병 아기에게 모유를 먹일 수 있도록 하였으며 태국 치앙마이 지역의 산 중턱에 사는 2000여 주민에게 깨끗한 물 공급시설을 설치하는 등 외국에 인도주의 봉사실현에 노력하였다. 영어를 모르는 미국의 알리바머 흑인들에게 초등학교 2학년 수준의 영어와 계산을 할 수 있도록 지원한 것도 인도주의 봉사의 주요한 대상이었다. 한국(대전)에서는 다문화가정 이주여성에게 한국어 교육(자격증 취득목표)과 미싱과 컴퓨터를 활용하여 벤처학습으로 한국에서 스스로 자립할 수 있는 길을 가르치도록 하였고 이주여성의 권리에 대해서도 국내법 및 국제법을 이들에게 교육하여 한국에서 불합리한 대우를 받지 않도록 인도하였다. 2016년 국제로타리3680지구의 지구재단위원장(2016~2019년)으로 국내외 어려운 소외계층의 인도주의(humanitarian)봉사에 최선을 다하는 자세를 갖고 있다. 2018.4월에 로타리재단(시카고본부)관리이사장인 Paul Natzel은 인도주의봉사의 혁혁한 성과를 대상으로 공로상(Citation for Meritorious Service)을 수여하였다.

## 저서
- 원자력을 말하다(2012)
- 수필집: 과거속의 미래(2002), 작은기쁨에 감사하는 삶(2006), 마음의 부자(2012)
- 연구보고서: Nuclear Fuel Cost Analysis of Wolsung Nuclear Power Plnat 등 약 40여편

## 표창
- 국무총리표창(1997)
- 대통령표창(2007)
- 국가훈장(과학기술 혁신장 2010)
- 로타리재단 공로상수상(Citation for Meritorious Service,2018)